# Sinh vật hai lông roi
Sinh vật hai lông roi (danh pháp khoa học: Bikonta) là tế bào nhân chuẩn với 2 lông roi, như tên gọi của nó gợi ý. Nó là một phần của sinh vật nhân chuẩn (Eukaryota).

## Enzym
Đặc trưng chia sẻ khác của các sinh vật hai lông roi là sự hợp nhất của 2 gen thành một đơn vị duy nhất: các gen đối với các enzym thymidylate synthase (TS) và dihydrofolate reductase (DHFR) mã hóa một 
protein với 2 chức năng.
Các gen được dịch mã tách biệt trong sinh vật một lông roi (Unikonta).

## Các mối quan hệ
Một số nghiên cứu gợi ý rằng Unikonta (tế bào nhân chuẩn với một lông roi) là tổ tiên của Opisthokonta (động vật, nấm và các dạng sinh vật có họ hàng gần) và Amoebozoa, còn Bikonta là tổ tiên của Archaeplastida (thực vật và các họ hàng gần), Excavata, Rhizaria và Chromalveolata. Cavalier-Smith đã đề xuất rằng Apusozoa, một nhóm động vật nguyên sinh có lông roi thông thường được coi là có vị trí incertae sedis, trên thực tế thuộc về Bikonta.
Các mối quan hệ trong phạm vi Bikonta vẫn chưa rõ ràng. Cavalier-Smith đã gộp Excavata và Rhizaria vào Cabozoa còn Archaeplastida và Chromalveolata vào Corticata, nhưng ít nhất một nghiên cứu khác lại đề xuất rằng Rhizaria và Chromalveolata tạo thành một nhánh.